# KZ Wöbbelin

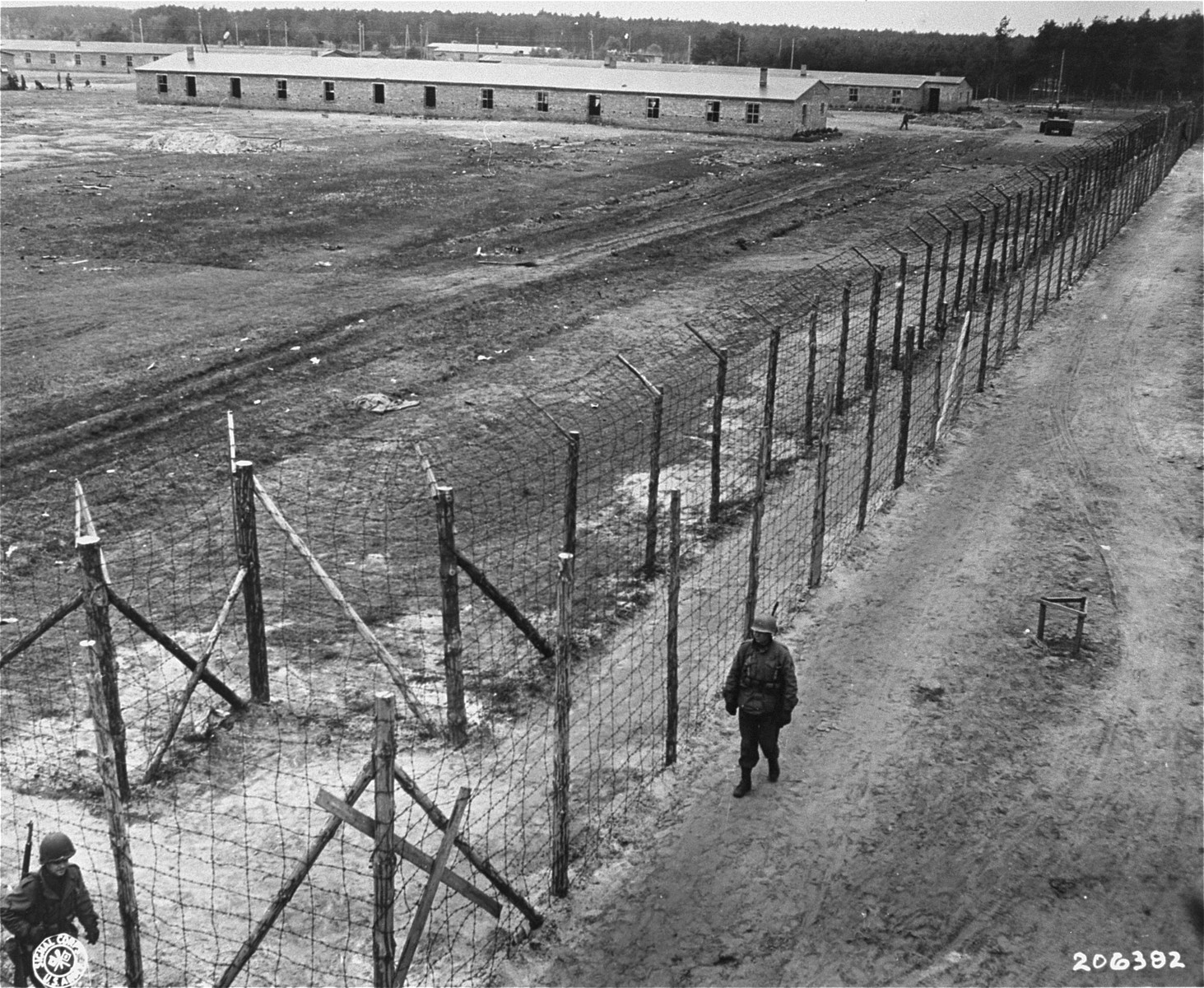
Das Lager Wöbbelin nach der Befreiung durch amerikanische Soldaten, 5. Mai 1945 (Quelle: USHMM Washington)

Das Konzentrationslager Wöbbelin war das zuletzt eingerichtete Außenlager des KZ Neuengamme. Ab Mitte April 1945 diente es als Auffanglager für Evakuierungstransporte aus aufgelösten Konzentrationslagern, zumeist aus anderen Außenlagern des KZ Neuengamme. Dieses Konzentrationslager befand sich zwischen Ludwigslust und Wöbbelin in der Gemeinde Groß Laasch und existierte zehn Wochen – vom 12. Februar 1945 bis zum 2. Mai 1945.

## Vorgeschichte und Aufbau
Bereits im Herbst 1944 errichteten Zwangsarbeiter und Kriegsgefangene ein kleines Holzbarackenlager 2,5 km südlich von Wöbbelin. Unter Leitung der Organisation Todt und mit Unterstützung von Firmen aus der Umgebung begann der Bau eines neuen Steinbarackenlagers. Groß Laascher Bauern wurden zu diesem Zweck enteignet, Waldgebiete gerodet und Wachtürme aufgestellt. Von der Eisenbahnstrecke Ludwigslust-Schwerin führte in Höhe des Stellwerkes Wöbbelin ein Anschlussgleis auf die Baustelle.
In 500 m Entfernung vom sogenannten Holzbarackenlager „Reiherhorst“ wurde an der Straße zwischen Wöbbelin und Ludwigslust ein neues Lager für amerikanische und britische Kriegsgefangene errichtet. Das „STALAG Luft IV“ aus Groß Tychow bei Swinemünde sollte hierhin evakuiert werden. Zur Unterstützung des Bauvorhabens wurden am 12. Februar 1945 die ersten 500 Häftlinge aus dem KZ Neuengamme nach Wöbbelin deportiert. Sie trafen in der Nacht vom 14./15. Februar 1945 im Holzbarackenlager „Reiherhorst“ ein. Am 27. Februar und 23. März 1945 folgten zwei weitere Transporte mit insgesamt 205 Häftlingen, die ebenfalls beim Aufbau des neuen Lagers eingesetzt wurden.

## Betrieb
Als die Alliierten in Deutschland immer weiter vorrückten, wurden viele Konzentrationslager vor der Front evakuiert. Da das Holzbarackenlager „Reiherhorst“ überfüllt war, fiel am 15. April die Entscheidung, das noch im Bau befindliche Steinbarackenlager als Auffanglager zu nutzen. Zwischen dem 13. und 26. April 1945 trafen fünf weitere Transporte mit mehr als 4000 KZ-Häftlingen ein, hauptsächlich aus anderen Außenlagern des KZ Neuengamme.
Die Anzahl der Bauten des Steinbarackenlagers Wöbbelin ist heute nicht mehr sicher festzustellen. Nach Interpretation von Luftbildaufnahmen sowie historischen Fotos und Filmaufnahmen gab es mehrere unterteilte Lagerbereiche mit Unterkunftsbaracken, Küchen- und Sanitärtrakt, allerdings nur eine Wasserpumpe. In den Baracken war kein Wasseranschluss vorhanden.

## Existenzbedingungen

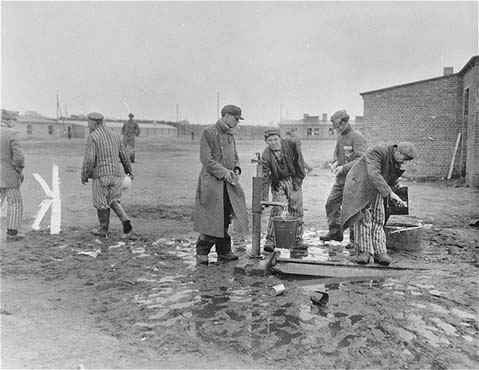
Überlebende an der einzigen Wasserpumpe des KZ Wöbbelin, 5. Mai 1945 (Quelle: USHMM Washington)

In den zehn Wochen des Bestehens des Konzentrationslagers Wöbbelin starben mehr als 1000 der insgesamt 5000 Häftlinge aus über 25 Nationen an den Folgen von Misshandlungen, Erschöpfung und Hunger.
Wöbbelin, ab April 1945 ein Auffanglager, verwandelte sich bald zu einem Sterbelager. Die SS tötete primär nicht durch Gewalt, sondern überließ die Gefangenen dem Tod durch Verhungern, Krankheit und Entkräftung, ein Vorgehen, das Wolfgang Sofsky in Die Ordnung des Terrors als „indirekte Massenvernichtung“ bezeichnete.
Als am 15. April 1945 mehr als 2500 KZ-Häftlinge nach tagelangen Transporten, oft ohne ausreichende Verpflegung, völlig entkräftet ankamen, war die Lagerorganisation nicht darauf eingestellt.
Die Verpflegung bestand aus einer Tagesration von einem Kilogramm Brot für zehn Gefangene und einem halben Liter Suppe. Die Überlebenden berichteten, wie wichtig das Wasser der einzigen Pumpe zum Überleben war. Der Hunger führte in Wöbbelin zu Kannibalismus-Fällen.

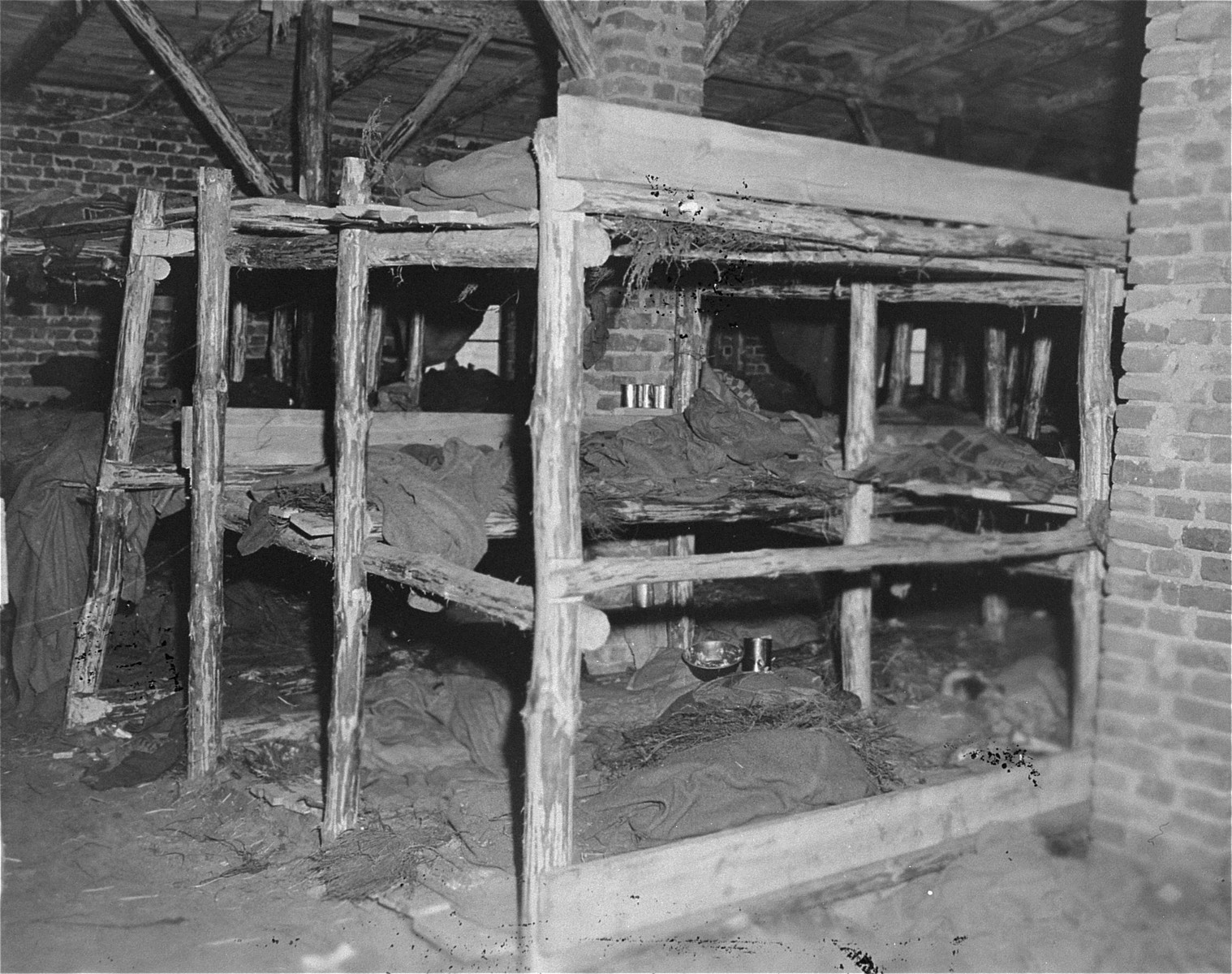
Provisorisch gebaute Bettgestelle in einer Unterkunftsbaracke, 5. Mai 1945 (Quelle: USHMM Washington)

Die Unterkunftsbaracken waren zum Teil nicht über das Rohbau-Stadium hinausgekommen, somit mussten die Häftlinge auf dem Sandfußboden und provisorisch aus Baumstämmen gebauten Bettgestellen schlafen. Die als Sanitärtrakt (Waschraum und Latrine) vorgesehene Baracke diente zur Aufbewahrung der Leichen, bis diese in Massengräbern hinter der Bahnlinie verscharrt wurden. Im Krankenrevier gab es keinerlei medizinische Versorgung, z. B. wurde die Papierverpackung des Zements als Verbandsmaterial genutzt.
Ende April 1945 starben täglich zwischen 5 und 40 Menschen. Diese wurden nicht mehr begraben. Am 3. Mai 1945 fanden die amerikanischen Soldaten mehr als 500 Leichen in der "Waschbaracke" wie „Holz gestapelt“, zwischen den Baracken und in Gruben dahinter verscharrt.
Die verschiedenen Häftlingsgruppen wurden wie in allen Konzentrationslagern durch farbige Stoffdreiecke (Winkel) und Häftlingsnummern gekennzeichnet, die sich die Gefangenen auf die linke Brustseite der Jacke und das rechte Hosenbein zu nähen hatten. So stand der rote Winkel für „Schutzhaftgefangene“, Grün für „Vorbeugehäftlinge“ und „Sicherungsverwahrte“, Braun anfangs für „Zigeuner“, Schwarz für „Asoziale“ und später ebenfalls für die „Zigeuner“, Violett für Zeugen Jehovas und Rosa Winkel für Homosexuelle. Jüdische Häftlinge erhielten zudem einen Judenstern. Diese Kennzeichnungen brachten den Rassismus der nationalsozialistischen Ideologie zum Ausdruck, waren aber auf der verschmutzten Kleidung nach kurzer Zeit kaum noch zu erkennen. Nur im Vernichtungslager Auschwitz wurden die Häftlingsnummern auf den Körper tätowiert.
Im KZ Wöbbelin wurden keine neuen Häftlingsnummern mehr vergeben.

## Lagerführung und Wachmannschaften
Für die Errichtung des neuen Kriegsgefangenenlagers war die Bauleitung Wöbbelin, Organisation Todt im Bereich der O.T. Einsatzgruppe II zuständig. Bis Mitte April 1945 war ein Bewachungskommando mit ca. 100 Mann unter Leitung eines Leutnants der Wehrmacht vor Ort. Die Wachleute waren meist ältere, nicht mehr fronttaugliche Männer. Außerdem blieb jeweils ein Teil der SS-Mannschaften, die die Transporte in das KZ Wöbbelin begleitet hatten, als Wachpersonal im Konzentrationslager. Unter ihnen befanden sich zahlreiche Angehörige der Wehrmacht, vor allem der Luftwaffe.
Am 20. April 1945 übernahmen Angehörige der Kommandantur aus dem bereits aufgelösten KZ Stutthof die Leitung. Allerdings traten sie im KZ Wöbbelin kaum mehr in Erscheinung. Verwaltungsstrukturen wie in anderen Außenlagern bildeten sich nicht mehr heraus.
Lagerkommandant war der vormalige Lagerführer von Stutthof, SS-Sturmbannführer Paul Werner Hoppe. Adjutant war SS-Hauptsturmführer Theodor Traugott Meyer, bereits in Stutthof Hoppes Adjutant. SS-Obersturmführer Engelbert Raimund Sylvester von Bonin war, wie schon in Stutthof, der Verwaltungsführer.

## Befreiung

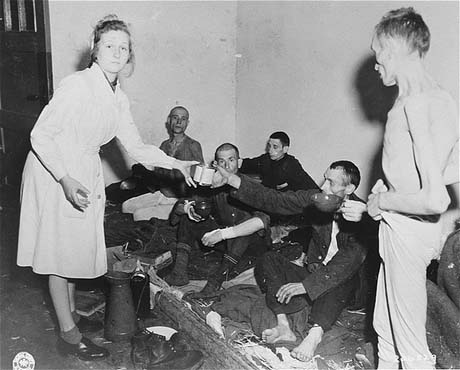
Deutsche Krankenschwester versorgt ehemalige KZ-Häftlinge in einem Lazarett in Ludwigslust, Mai 1945 (Quelle: USHMM Washington)

Am 1. Mai 1945 wurden die transportfähigen Häftlinge noch in einen Güterzug verladen, der nicht mehr abfuhr, da die Lokomotive defekt war. Viele ehemalige Häftlinge vermuteten später, dass der Zug – wie alle anderen Transporte aus dem KZ Neuengamme – Richtung Ostsee bzw. Lübeck hätte fahren sollen. Dort ist der Großteil der Häftlinge durch den Luftangriff in der Lübecker Bucht (siehe Cap Arcona) ums Leben gekommen. Nach 24 Stunden in den vollgestopften Waggons wurden die Häftlinge aus dem Güterzug wieder zurück ins Lager getrieben. Dort wurde eine Marschkolonne mit mehr als 300 deutschen Häftlingen zusammengestellt, die in Richtung Schwerin aufbrach. Die Wachleute gaben die Kolonne jedoch schon in Dreenkrögen auf, als der Gegenstrom von Wehrmacht, Flüchtlingen und KZ-Häftlingen des Todesmarsches des KZ Sachsenhausen Richtung Elbe immer stärker wurde. Im Lager selbst wurden etwa 3500 Menschen zurückgelassen, darunter extrem entkräftete und dem Tod nahe Häftlinge, so genannte „Muselmänner“. Auch die verbliebenen Wachmannschaften im Lager setzten sich gegen Mittag des 2. Mai 1945 aus Angst vor den Alliierten ab. Sie statteten vorher noch einige Kapos mit Gewehren aus, um die Häftlinge in Schach zu halten. Am frühen Nachmittag des 2. Mai 1945 wurde das Außenlager Wöbbelin schließlich von Soldaten der 82. US-Luftlandedivision der United States Army und der 8. US-Infanteriedivision befreit. Zeitgleich wurden 500 weibliche Häftlinge vom Todesmarsch des KZ Sachsenhausen, Außenkommando Kleinmachnow befreit, welche am 1. Mai 1945 im kleinen Holzbarackenlager angekommen waren. 

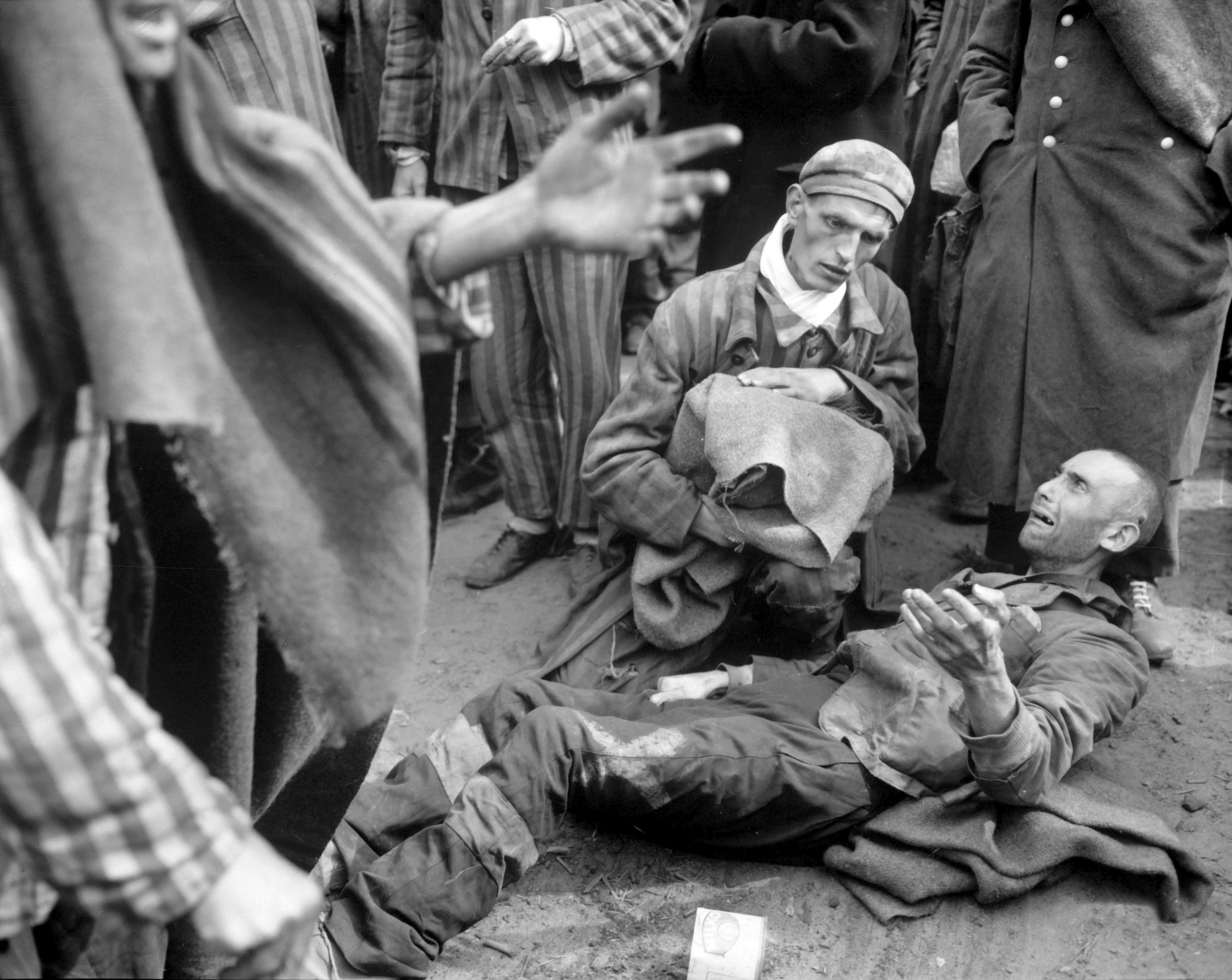
Zwei Insassen des KZ Wöbbelin nach der Befreiung durch U.S.-Soldaten Anfang Mai 1945.

Schockiert von den vorgefundenen Zuständen ordnete der Divisionskommandant Gavin an, dass Zivilisten der umliegenden Orte das Lager besichtigen müssen. Auch wurden Zivilisten aus Ludwigslust gezwungen, die Leichen aus dem befreiten Lager zu bergen.

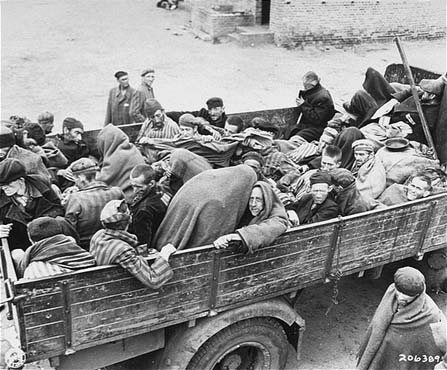
Abtransport der kranken Häftlinge in Lazarette und Krankenhäuser nach Ludwigslust, 5. Mai 1945 (Quelle: USHMM Washington)

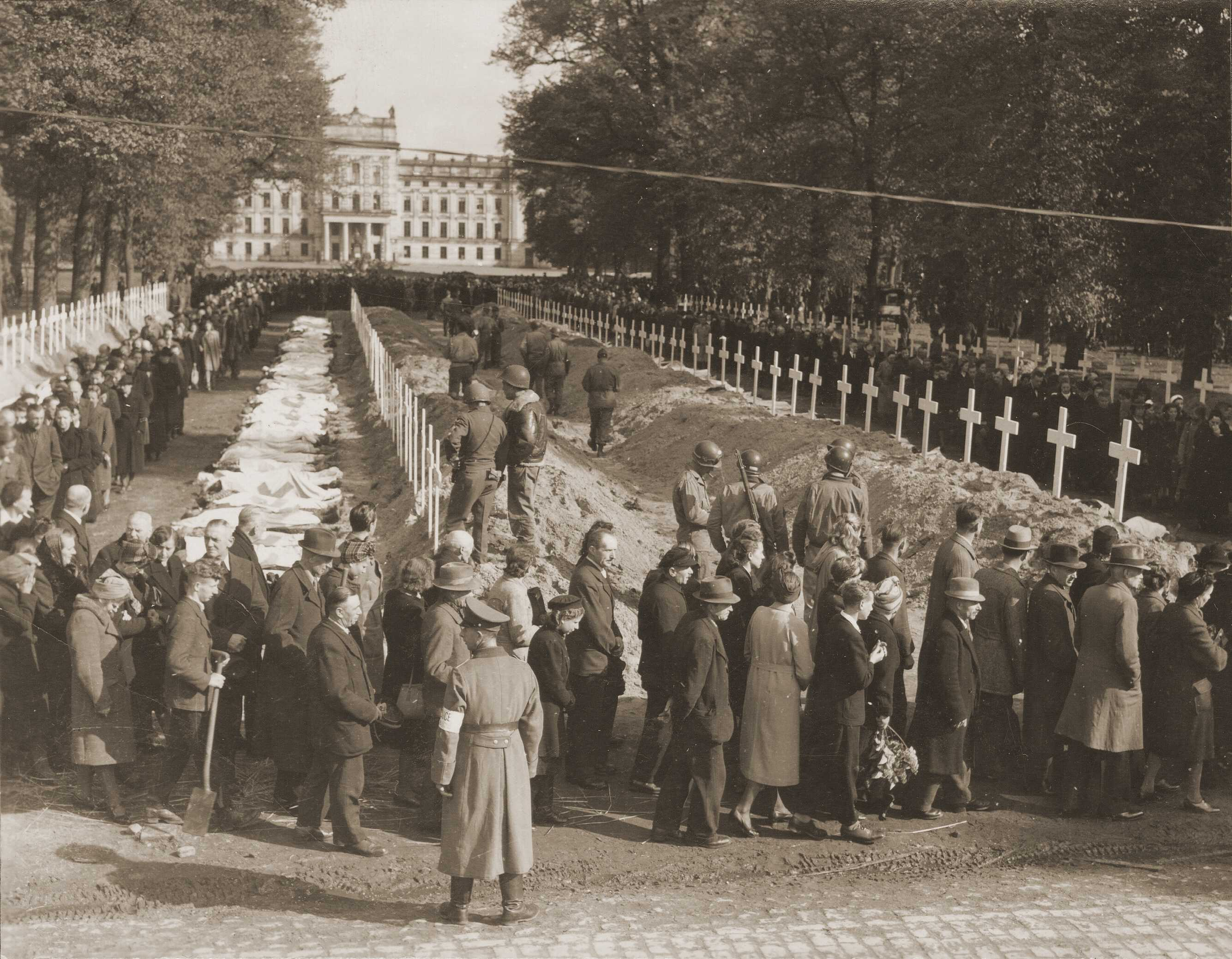
Beerdigung am 7. Mai 1945 in Ludwigslust vor dem Schloss unter Beteiligung der deutschen Bevölkerung (Quelle: USHMM Washington)

Die auf dem gesamten Lagergelände und in den Baracken liegenden Toten sowie aus Massengräbern exhumierte Leichen sollten auf Befehl der amerikanischen Militärbehörden der 82. US-Luftlandedivision und 8. US-Infanteriedivision in Einzelgräbern bestattet werden.
Dieses erfolgte am 7. Mai 1945 in Ludwigslust zwischen Schloss und Stadtkirche (200 Opfer), am 8. Mai 1945 in Schwerin am heutigen Platz der Opfer des Faschismus (74 Opfer), in Hagenow im Schützengarten (144 Opfer) und in Wöbbelin hinter dem Theodor-Körner-Museum (70 Opfer). In allen Orten musste die Zivilbevölkerung an den öffentlichen Bestattungszeremonien teilnehmen. In allen Orten existieren heute noch Ehrenfriedhöfe bzw. Gedenkstätten.

## Weiternutzung des Lagers nach der Befreiung
Nach der Befreiung und Räumung des KZ-Außenlagers Wöbbelin nutzte die Sowjetische Militäradministration (SMAD) das Gelände wenige Monate später als Aufnahmelager für Evakuierte, Flüchtlinge und Vertriebene. Darüber hinaus wurden dort Bauern und Gutsbesitzer untergebracht, die im Rahmen der Bodenreform enteignet worden waren.
Das Lager Wöbbelin war aber kein Internierungs- oder Gefangenenlager wie etwa das "Speziallager Nr. 9 Fünfeichen" in Neubrandenburg. Es gab kein Lagerregime, kaum Bewachung und das Gelände konnte stunden- und tageweise verlassen werden.

## Aufarbeitung und Gedenken

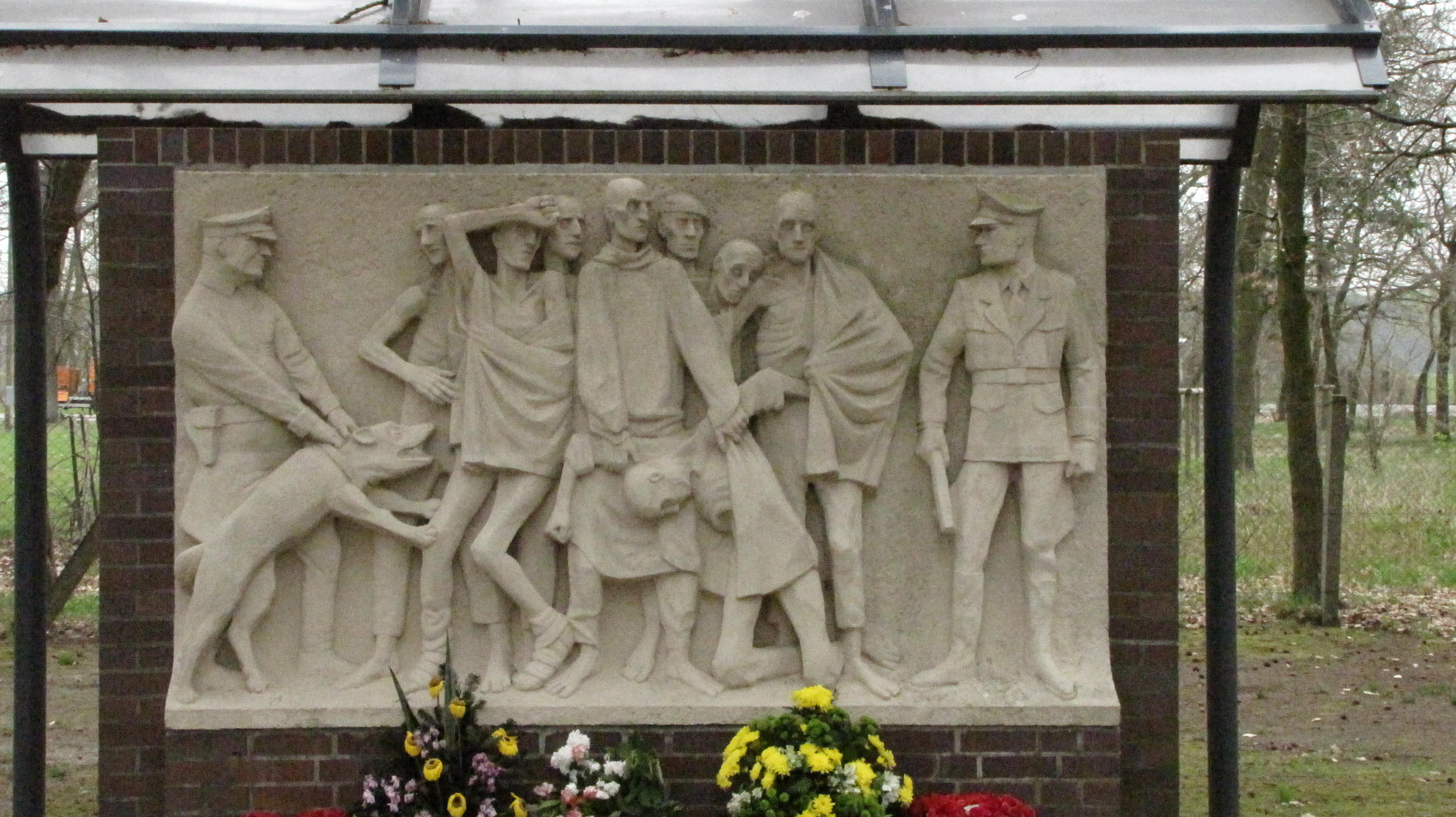
Denkmal des Künstlers Jo Jastram für die Opfer der Todesmärsche. 2002 geschändet und stark beschädigt, ist es danach wieder restauriert worden.

Seit 1965 wird an die Geschichte des KZ Wöbbelin in einer Dauerausstellung im Museumsgebäude erinnert, Gedenksteine bzw. Denkmäler wurden seit 1948 bzw. 1951 an den verschiedenen Orten geschaffen. Bereits seit 1960 erinnert das Denkmal des Rostocker Künstlers Jo Jastram an die Opfer der Todesmärsche.
Die juristische Aufarbeitung des KZ-Außenlagers Wöbbelin begann erst 1967 auf Betreiben eines Niederländers, dessen Vater in Wöbbelin umgekommen war. Bis 1975 ermittelte die bundesdeutsche Justiz, das Verfahren musste aber 1976 ergebnislos eingestellt werden. Da das Lager in dem Gebiet der ehemaligen DDR liegt, konnte in den 1970er Jahren aufgrund der Abgrenzungspolitik der DDR auch kein wissenschaftlicher Austausch stattfinden.
Die Baracken des Lagers wurden 1948 abgerissen und das Gelände mit einem Kiefernforst bepflanzt. Nur an wenigen Stellen erinnern Mauerreste und Klinker an das Vergangene.
Die Mahn- und Gedenkstätten Wöbbelin stehen im Spannungsfeld deutscher Geschichte zwischen der Erinnerung an den Dichter Theodor Körner und dem Gedenken an die Opfer des KZ-Außenlager Wöbbelin. Für Theodor Körner errichteten die Nationalsozialisten bei Wöbbelin einen „Heldenhain“, auf dessen Gelände die Amerikaner am 8. Mai 1945 einen Teil der Opfer des KZ-Außenlagers Wöbbelin beerdigten.
Am Standort des ehemaligen Außenlagers wurde am 2. Mai 2005, dem 60. Jahrestag der Befreiung, ein Gedenkplatz eingeweiht. Hunderte Klinker tragen Namen oder Nummern von Häftlingen, die vom 17. Februar bis 30. Juni 1945 gestorben sind. Ein Rundweg, der von Informationstafeln und gemauerte Skulpturen gesäumt wird, führt durch das ehemalige Lagergelände. An den Punkten, wo sich eine Baracke, die Waschbaracke/Latrine und die Pumpe befand, stehen Informationsstelen mit Originalfotos.

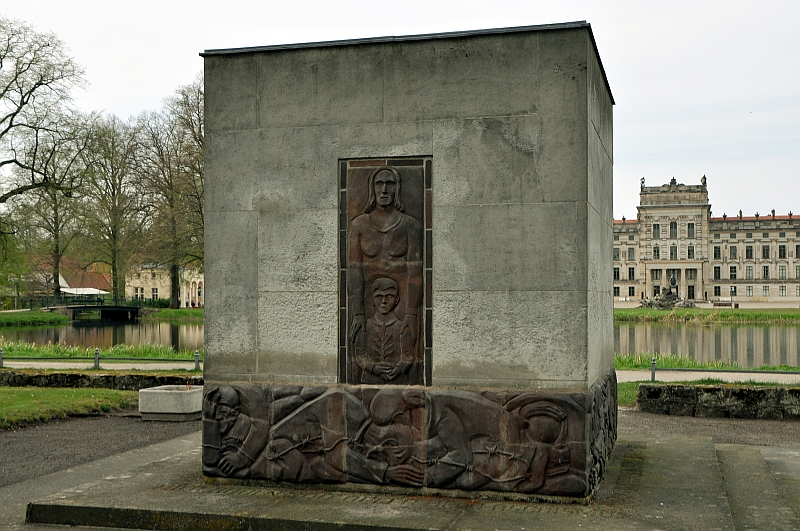
Mahnmal für 200 Opfer des KZ Wöbbelin des Ludwigsluster Künstlers Herbert Bartholomäus, 1951, am Ehrenfriedhof zwischen Schloss und Stadtkirche in Ludwigslust
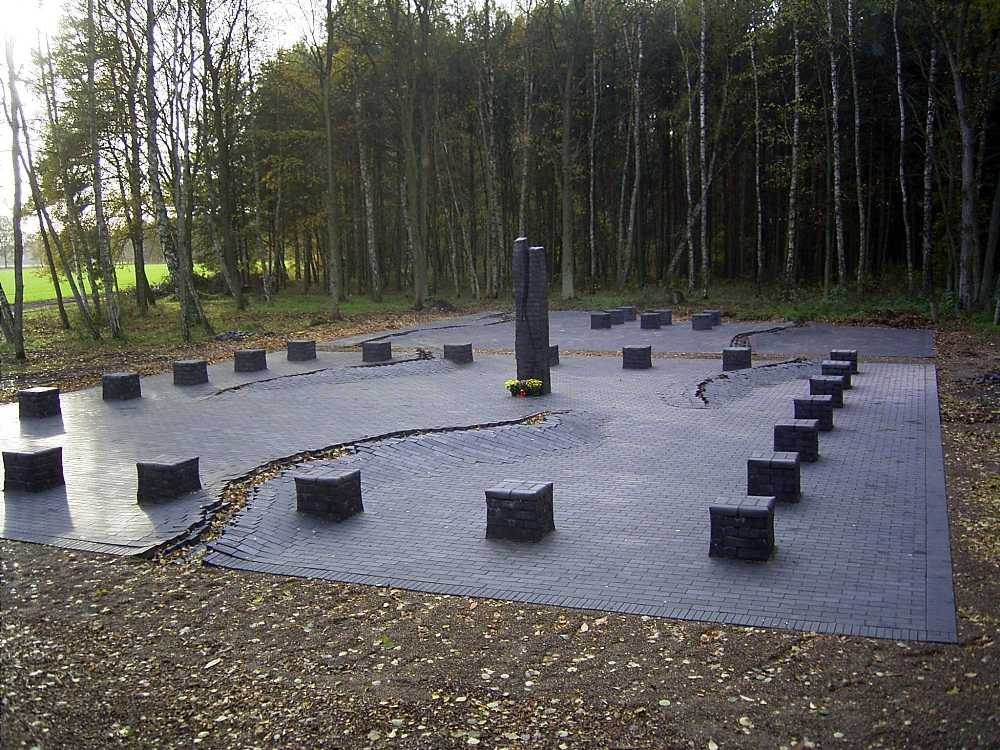
Mahnmal auf dem Gelände des ehemaligen KZ Wöbbelin
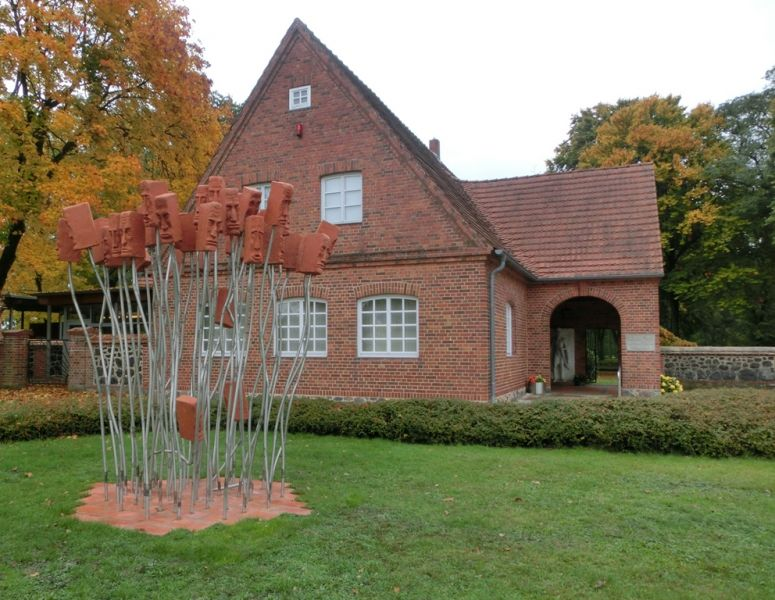
Mahn- und Gedenkstätten Wöbbelin
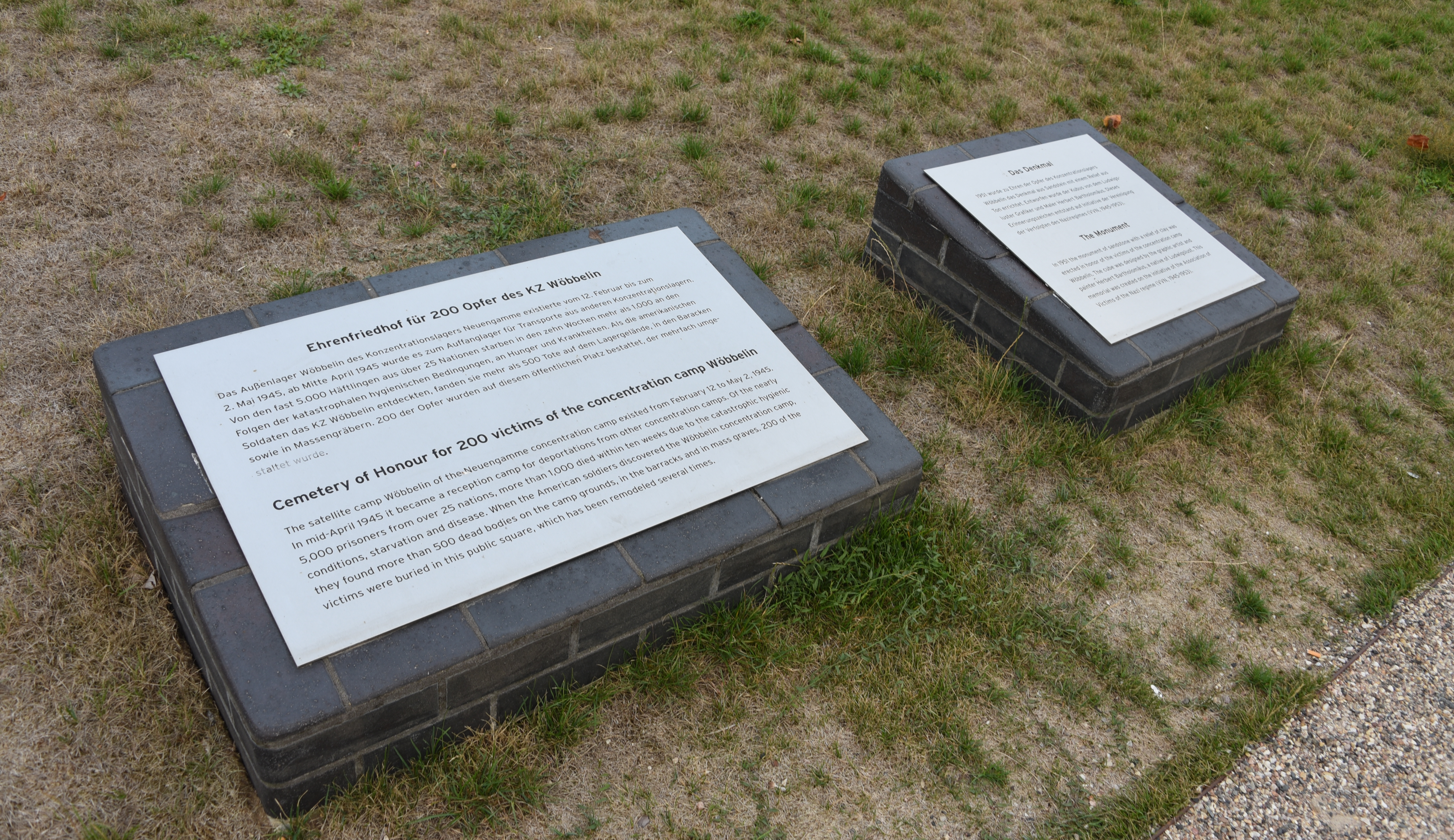
Ehrenfriedhof für die Opfer des KZ Wöbbelin
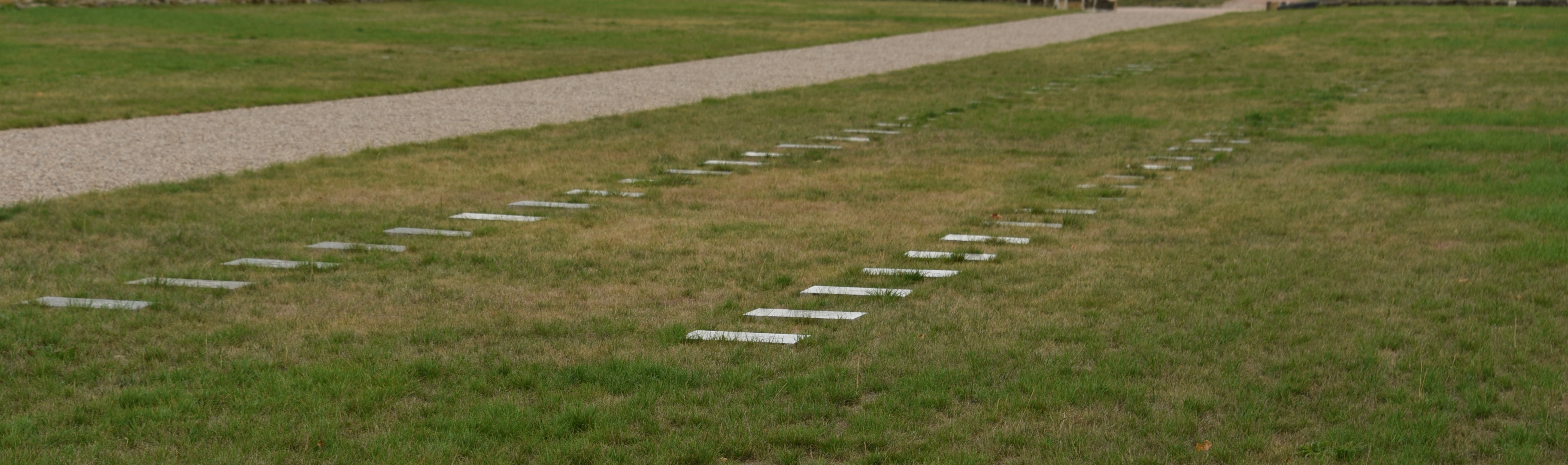
Ehrenfriedhof
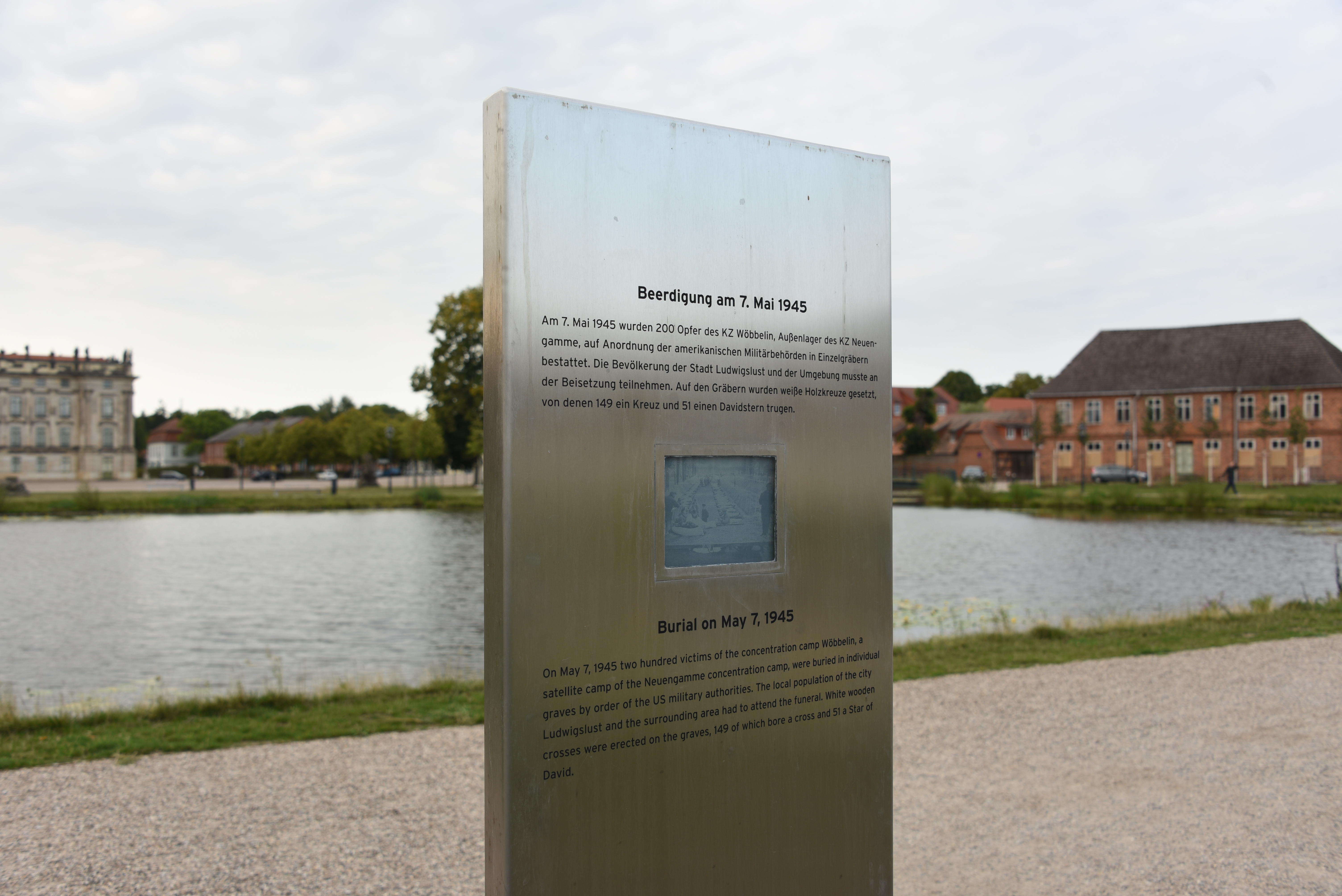
Gedenktafel zur Erinnerung an die Beerdigung von 200 Opfern des KZ Wöbbelin
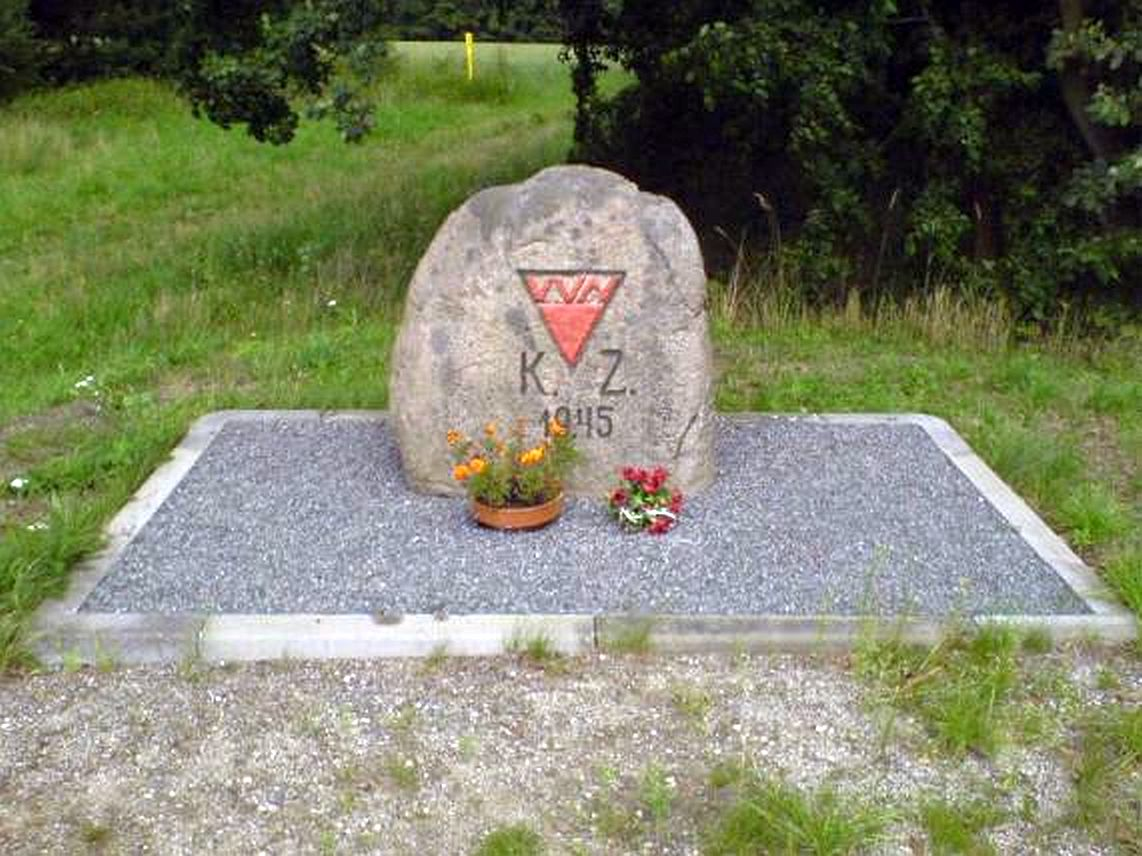
Gedenkstein (1965) KZ Wöbbelin (Foto 2008)

## Bekannte Befreier und ehemalige Häftlinge
Der Filmproduzent Gyula Trebitsch, der französische Schriftsteller und radikale Politiker David Rousset und der Mitbegründer der Jüdischen Gemeinde in Mecklenburg, Oberlandesgerichtspräsident und Mitglied des Zentralrats der Juden in Deutschland Franz Unikower gelangten nach einer Odyssee durch verschiedene Lager ins Außenlager Wöbbelin, wo sie befreit wurden.
Der deutsch-amerikanische Historiker Werner Tom Angress und der amerikanische General James M. Gavin waren als Angehörige der 82. US-Luftlandedivision an der Befreiung von der Region um Ludwigslust beteiligt.

## Die Bezeichnung des KZ Wöbbelin
Um die Benennung des „KZ Wöbbelin“ gibt es einige Irritationen. Die nationalsozialistische Bezeichnung „Schutzhaftlager Wöbbelin“ galt für zwei Lager, sowohl für das ursprüngliche Holzbarackenlager „Reiherhorst“ (Bezeichnung durch die KZ-Überlebenden) als auch für das spätere Steinbarackenlager Wöbbelin, das seit dem 15. April 1945 das KZ-Auffanglager wurde.
Beide Lager befanden sich auf der Gemarkung Groß Laasch, etwa 6 km von der Stadt Ludwigslust entfernt. Nach der Befreiung des Lagers organisierten die US-Truppen in Ludwigslust die Versorgung der Häftlinge. In angelsächsischen Publikationen und zeitgenössischen Dokumenten wurde der Lagerkomplex daher auch oft als „Camp Ludwigslust“, „KZ Ludwigslust“ o. ä. bezeichnet.
James M. Gavin verwendete in seinem Buch „On To Berlin“ den fehlerhaften Ortsnamen „Wobelein“, eine Schreibweise, die von vielen Veteranen und Publikationen über die 82. US-Luftlandedivision übernommen wurde.